# António da Silva Leite
António Joachim da Silva Leite (Oporto, 27 de mayo de 1759 - Oporto, 10 de enero de 1833) fue un organista, guitarrista, profesor, compositor y maestro de capilla portugués.

## Vida
Antonio da Silva Leite nació en Oporto el 27 de mayo de 1759, en la calle Fonte Taurina, hijo de Luiz da Silva Leite y de Thomasia Maria de Jesus, aunque Robert Stevenson y Rosana Marreco Brescia dan el 23 de mayo como la fecha. No existe apenas información sobre su educación musical, que se supone realizada en la escuela de música de la Catedral de Oporto, aunque también es posible que estudiase con Girolamo Sertori, un italiano que se había establecido en la ciudad en la década de 1780. Sin embargo, Girolamo solo estuvo en la ciudad entre 1764 y 1765, por lo que Leite habría estudiado con él a los 5 o 6 años. Leite mismo insinúa la posibilidad de que fuese autodidacta, afirmando en su Estudo de guitarra que recurrió a sus «flacas luces, alcanzadas por el estudio, y la aplicación» musical, realizadas desde su infancia. Llegó a recibir órdenes menores, pero no siguió la carrera eclesiástica.
Después de sus estudios musicales en Oporto, donde probablemente estudió con , se dedicó a la enseñanza de música y escribió su tratado Rezumo de todas as regras e preceitos de cantoria assim da musica metrica commo da cantachão [Resumen de todas las reglas y preceptos de cantoría así de las música métrica como del canto llano] en 1787 para sus estudiantes. En 1779 fue contratado en el Real Colégio dos Meninos Orfãos [Real Colegio de los Niños Huérfanos] con un salario de 20 000 reales anuales para actuar en todas las festividades y oficios religiosos. También colaboró como organista con los reales conventos de Santa Clara y San Bento da Avé-Maria. A finales de 1792 fue nombrado maestro de capilla. Muchas de sus obras vocales están destinadas a cantantes virtuosos adscritos a conventos.
A partir de 1806 aparece como maestro del Real Teatro de São João, donde dirigió la ópera La Griselda de Ferdinando Paër. El año siguiente se estrenó La morte di Cleopatra con Leite como compositor y director, y libreto de Sebastiano Nasolini.
Hacia 1808 fue nombrado de la Catedral de Oporto. La noticia llega a través del periódico O Leal Português, que se refiere a las festividades por la expulsión de las tropas francesas. A partir de ese momento forma parte de las más importantes festividades religiosas de la ciudad, además de convertirse en el examinador de canto llano del obispado.
Fallecía en Oporto el 10 de enero de 1833.

Falaba correctamente o Latim, Italiano, Francez, Espanhol. Era amante da Arte da Musica, e muinto mais dos Professores. Muinto Esmoler, meteu infindos descipulos delle, por Organistas de muintos Conventos, e ajudava a que se ordenassem; Meteu muintas meninas a Freiras, a humas pela prenda de Organistas, a outras pagando-lhes os enxovais. Em suma, os Proffessores tinhão nelle hum Amigo e hum verdadeiro Pay. Era muinto Sabio, e fazendo-lhe alguma má acção, a esquecia logo e pagaba com Beneficiar a quem o tinha injuriado. Estaba ligado ao Sacerdocio, com as Ordens de Epistola. Incontrando-se em alguma Soirée ninguem podia estar triste, pondo-se elle a cantar ao som da viola, ou do cavaquinho, era de morrer com riso; recitando versos (era Poeta), ou contando historietas; muinto chistoso de bons dittos, e tinha felizes lembranças; Sendo importunado continuamente para Padrinho, a ninguem se recuzaba. Deixou huma abultada Livreria, e de Partituras das melhores Operas, e Sinfonias, tanto antigas como modernas; Ensinou e teve infinitos descipulos, aos quaes a maior parte erão de familias desvalidas, sustentaba os Pais, e ensinaba e vestia os Filhos; Foi muintas vezes Mestre de Operas Lyricas; Era bom Gastronomo, mas pouco bebedor: Era estimado, e respeitado de toda a cidade; e não abia festas ou reuniões de grande aparato, que não fosse convidado. Finou-se a 18 de Janeiro do anno de 1833 (tempo do Cerco do Porto) com 72 annos, tendo penado de atroz doença (paralesia) mas sempre com o riso e resignação propria de hum coração bom e Christão. E. P. D
Habla correctamente latín, italiano, francés y español. Era un amante del Arte de la Música, y mucho más de los Maestros. Gran limosnero, colocó innumerables discípulos suyos, por Organistas de muchos Conventos, y les ayudó a ordenarse; Colocó a muchas niñas como monjas, algunas por la prenda de organistas, otras pagando sus dotes. En suma, los Maestros tenían en él un Amigo y un verdadero Padre. Era muy sabio, y si se le hacía alguna maldad, pronto la olvidaba y tomaba con beneficio a quienes lo habían insultado. Estuvo vinculado al Sacerdocio, con las Órdenes de Epístola. Al encontrarle en una velada, nadie podía estar triste, si se ponía a cantar al son de la viola, o del cavaquiño, era suficiente para morirse de risa; recitar versos (era poeta), o contar cuentos; muy divertido con buenos dichos y tenía recuerdos felices; siendo importunado continuamente para ser padrino, a nadie rechazaba. Dejó una gran biblioteca de partituras de las mejores óperas y sinfonías, tanto antiguas como modernas; Enseñó y tuvo infinitos discípulos, la mayoría de familias desfavorecidas, sostuvo a sus padres, enseñó y vistió a sus hijos; Fue muchas veces Maestro de Óperas Líricas; Era buen gastrónomo, pero poco bebedor: era estimado y respetado en toda la ciudad; y no asistía a fiestas ni grandes reuniones a menos que fuera invitado. Murió el 18 de enero de 1833 (época del Sitio de Oporto) a la edad de 72 años, habiendo sufrido una enfermedad atroz (perlesía), pero siempre con la risa y la resignación propias de un corazón bueno y cristiano.
Libro de óbitos de la Catedral de Oporto

## Obra
También fue un buen guitarrista y publicó en la última década del siglo XVIII sonatas para ese instrumento y estudios ilustrados con numerosas piezas: minuetos, marchas, contradanzas, modinhas y otras piezas. Al mismo tiempo escribió un tratado adjunto, O organista instruido, pero que no publicado. Hacia 1807, compuso dos óperas, Puntigli per equivoco [Puntadas para equívocos] y L'astuzie delle donne [La astucia de la mujer], producidas por el Teatro de San João y que no se han conservado. Como compositor de música religiosa rivalizó con el napolitano Jommelli.
- Rezumo de todas as regras e preceitos de cantoria assim da musica métrica commo da cantachão (1787)[5]
- Seis sonatas para guitarra, violín y dos trompas ad libitum (1792)
- Estudo de guitarra (1795)[3]
- Os génios premiado, cantata (1807)
- Puntigli per equivoco, ópera (1807)
- L'astuzie delle donne, ópera (1808)
- Seis masas
- 23 palabras